# إدوين إيفرز
إدوين إيفرز (بالهولندية: Edwin Evers)‏ هو مغني ومذيع ومقدم تلفزيوني هولندي، ولد في 9 مايو 1971 في هاردنبيرخ في هولندا.

## وصلات خارجية
- إدوين إيفرز على موقع IMDb (الإنجليزية)
- إدوين إيفرز على موقع ميوزك برينز (الإنجليزية)
- إدوين إيفرز على موقع ديسكوغز (الإنجليزية)